# 高保衡
高保衡（?—?），中國五代十國時代人物，南平文献王高从诲的儿子。贞懿王高保融、高保勖的弟弟。
948年，高从诲去世后，高保衡的哥哥高保融继任，960年，高保融去世，高保衡的哥哥高保勖继任。高保融的儿子高继冲在位时，高保衡官至巴州刺史。荆南归附宋朝后，高保衡为北宋的归州刺史。